# Kigen
Kigen är ett vattendrag i Burundi. Det ligger i den nordöstra delen av landet, 160 kilometer öster om huvudstaden Bujumbura.
I omgivningarna runt Kigen växer huvudsakligen savannskog. Runt Kigen är det ganska tätbefolkat, med 93 invånare per kvadratkilometer.